# Viscum schimperi
Viscum schimperi är en sandelträdsväxtart som beskrevs av Adolf Engler. Viscum schimperi ingår i släktet mistlar, och familjen sandelträdsväxter. Inga underarter finns listade i Catalogue of Life.